# Церква святого великомученика Димитрія Солунського (Москалівка)
Церква святого великомученика Димитрія Солунського в Москалівці — парафія і храм Лановецького благочиння Тернопільської єпархії Православної церкви України в селі Москалівка Кременецького району Тернопільської области.
Оголошена пам'яткою архітектури місцевого значення (охоронний номер 1636).

## Історія церкви
Храм святого великомученика Димитрія Солунського був збудований у 1791 році стараннями священника Григорія Радкевича та парафіян. Це дерев'яна споруда на кам'яному фундаменті.
У 1887 році іконописець Іван Полюскевич розписав храм зсередини та ззовні.
У 1905 році був виготовлений новий іконостас.
Престол освячено на честь святого великомученика Димитрія Солунського.
Гордістю храму є його дзвіниця, яка має дзвони різного розміру. На одному з них є напис: «Жертва А. Чернявського, М. Драбчука, П. Дивчука, М. Мольченюка».
Також у селі будують нову каплицю на місці старої. Її зводять за кошти братів Кучеруків на честь їхньої матері Ольги Кучерук.

## Парохи
- о. Оксентій Гунько,
- о. Анатолій Зінкевич,
- о. Афанасій Минько,
- о. Іван Закидальський,
- о. Ярослав Вітрук.